# Ангелики Металину
Ангеликѝ В. Цио̀му-Металину̀ (на гръцки: Αγγελική Β. Τσιώμου-Μεταλλινού) e гръцка учителка, писателка и деятелка на Гръцката въоръжена пропаганда.

## Биография
Родена е в 1883 или 1885 година в Солун, Османската империя, в семейството на Панайотис и Ана Циому. Учи в гръцкото девическо училище в Солун и става гръцка учителка в селищата в Македония. Гръцкият генерален консул в Солун Евгениос Евгениадис я кани да стане учителка в Енидже Вардар и Циому приема. В града се сблъсква със силното българско просветно и революционно дело и активно подпомага Гръцката въоръжена пропаганда. Самата тя казва „По-скоро действах като капитанка, отколкото като учителка“. По-късно митрополит Стефан Воденски я привлича за преподавателка в гръцките училища във Воденско, тъй като Воден е център на българската и румънската активност в Южна Македония и Ангелики преподава в съседното на Воден село Месимер от 1903 до 1909 година. Ангелики измисля различни похвати, за да задържи учениците в гръцкото училище и моли гръцкото правителство за храни, които да раздава на бедните деца в гръцкото училище. Във Воденско Ангелики развива отново активна гръцка дейност и заради това много пъти е заплашвана от български дейци. В 1905 година на празника Сретение Господне около тридесет гъркомани от Месимер отиват на събор за празника в съседното село Под. На връщане са нападнати от български четници, които убиват седем месимерски гъркомански първенци, сред които кметът Янаки, поп Яни и епитропът Атанас Тръпков (Атанасиос Трипкос), като гръцките учители Васил Кицов (Васил Кицу) и Трифон Томов (Трифонос Тома) са ранени. Ангелики оцелява по случайност, тъй като по това време е извикана във Воден от инспектора на гръцките училища Димитриос Сарос и не отива на събора. След този инцидент лидерът на гръцкото революционно дело в района Константинос Мазаракис я въоръжава, а османските власти ѝ осигуряват двама войници, които да я пазят по пътя от дома ѝ до училището.
След анексията на Егейска Македония от Гърция Ангелики Металину се установява в Солун, където се отдава на писателска дейност. Авторка е на 28 книги върху гръцката пропаганда в Македония, македонските градове Солун, Струмица, Гевгели, Лерин, Северен Епир, Стария Солун, фолклора и други. Публикува статии в литературните списания „Елас“, „Парнасос“, „Македоникон Имерологион“ и в различни вестници върху дейността на Петрос Папагеоргиу, Емилиос Рядис и гръцките македонски композитори, Николаос Германос, празника на Тримата йерарси по време на османското владичество, карнавала в Солун по време на османското владичество, патриотичната дейност на жените в Солун по време на Балканските войни 1912 - 1913 година и много други.
Металину е единствената жена, участвала в парадите на Дружеството на македонските борци „Павлос Мелас“. Вписана е в годишника на македонските бойци на Генералния щаб на националната отбрана и е наградена с медал и почетна грамота. За писателската си дейност е носителка на първа награда на Атинската академия и на първа награда на дем Солун на конкурса „Етнографията на Солун през османското владичество“, 1962 година. В 1997 година, когато Солун е европейска столица на културата, за живота и делото на Ангелики Металину е създаден документалният филм „Македонка“ («Μακεδόνισσα»), дело на режисьора Константинос Цекленис, като в главната роля е голямата гръцка театрална актриса Ана Синодину.
Умира в ноември 1963 година в Солун.